# Theodora Korte
Theodora Korte (Pseudonym: Theo von Nienhaus) (* 12. November 1872 in Aschendorf/Ems; † 31. August 1926 in Münster) war eine deutsche Dichterin und Schriftstellerin.

## Lebensweg

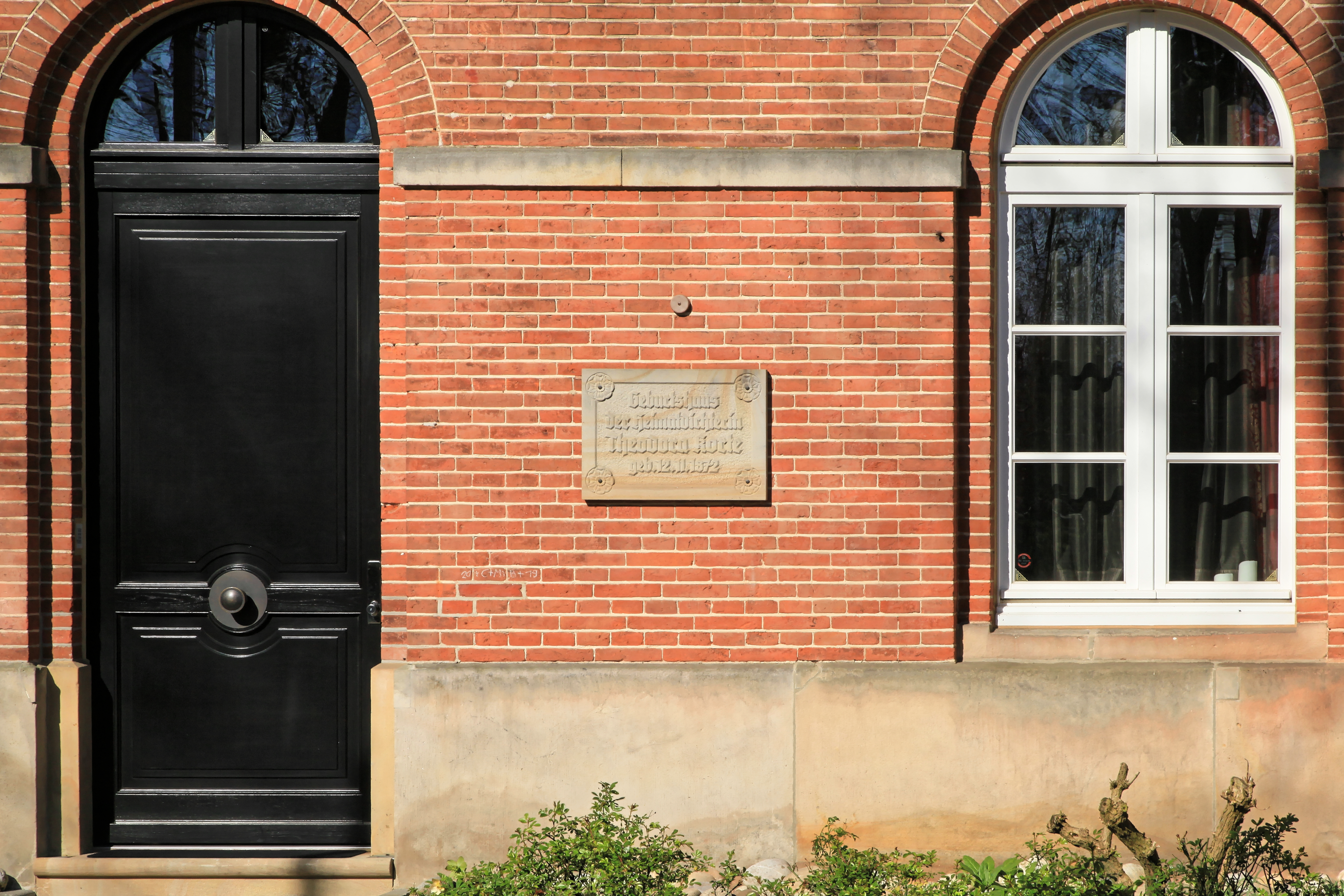
Gedenkplakette am Geburtshaus der Dichterin in Aschendorf, Papenburg

Theodora Korte war die Tochter des damaligen Amtshauptmanns Johann-Heinrich Korte und seiner Ehefrau Marie auf Nienhaus in Aschendorf/Ems. Nach dem Besuch der örtlichen Schule wechselte sie 1887 in die katholische Klosterschule Sacré Coeur Riedenburg in Bregenz am Bodensee (Österreich). Anschließend ging sie auf die Präparandie in Emden zur Vorbereitung für das Lehrerinnenexamen. Da ihre Mutter pflegebedürftig wurde, kehrte sie anschließend nach Aschendorf zurück. Theodora Korte pflegte bis 1914 ihre schwerkranke Mutter. Trotz dieser Belastungen unternahm sie gelegentlich Reisen ins Ausland, so nach Paris. Ansonsten lebte sie still und zurückgezogen und widmete sich ganz ihren Eltern. In dieser Zeit entstanden einige Gedichte, Skizzen und Erzählungen. Sie veröffentlichte diese in zahlreichen Zeitungen und Zeitschriften, zunächst noch unter dem Pseudonym „Theo von Nienhaus“.
1915/16 zog Theodora Korte nach Münster. In ihrer Münsteraner Zeit begann Theodora Korte intensiv zu schreiben und zu publizieren. Neben den Münsteraner Zeitungen war sie regelmäßige Mitarbeiterin vor allem von großen katholischen Zeitungen und Zeitschriften, wodurch sie sich einen gewissen Bekanntheitsgrad erwarb, zumal ein großer Teil ihrer Werke stark religiös gefärbt war. Die tief mit dem Emsland verbundene Dichterin verfasste in Münster ihr bekanntestes Werk, den emsländischen Heimatroman „Jan Bernd Hoeftmann“ (1919). Die Masse ihres Schaffens ist verstreut in zahlreichen Presseorganen publiziert worden und bislang nicht erfasst worden.
Ihr Werk, das in Buchform erschien, ist größtenteils dem Genre der Kinder- und Jugendliteratur zuzurechnen. Vor allem die Kinder- und Jugendbücher, die häufig in speziellen Reihen erschienen, erfuhren in rascher Folge mehrere Auflagen. Sie galt als eine in ihrer Zeit bekannte Kinder- und Jugendschriftstellerin.
Theodora Korte passte sich der allgemeinen nationalistischen Welle in und direkt nach dem Ersten Weltkrieg an, was sie später bedauert haben soll. Nach längerer Krankheit starb die Junggesellin am 31. August 1926 im Alter von 53 Jahren im Clemenshospital in Münster.

## Werke
- Trude Friedwald. Erzählung für Kinder (= Jugend-Bücherei des Vereins Katholischer Deutscher Lehrerinnen, 1. Folge, 9. Bändchen), Münster 1908, 2. Auflage Münster [1913], 5. Auflage Münster 1925.
- Zeitgesänge (Gedichte), Papenburg 1915
- Jan Bernd Hoeftmann. Die Geschichte eines Emsland-Jungen, Köln 1919 [Reprint der Ausgabe 1926, Aschendorf (1982)].
- Helen Keller. Aus: Die Geschichte meines Lebens. Den Kindern erz. von Th. Korte. (= Erzählungen für Schulkinder, 9. Serie, Heftchen 11/12), Limburg 1910 (2. Auflage 1921).
- Auf, auf, zum Kampf. Kriegsgeschichten für Kommunionkinder. Dülmen 1916.
- Die Schwestern (= Elfenbüchlein. Auserwählte Kleinodien der Gegenwartsliteratur, 3. Reihenfolge, Bd. 4), Elberfeld (1925).
- Emsland. Heimat-Erzählungen: Heilquellen, Der Fährmann an der Ems, Dunkle Wellen, Wilm Leffers Heimkehr. Elberfeld 1926 [Reprint Aschendorf (1982)].
- Glockenläuten. Erzählung für Erstkommunikantinnen, Einsiedeln 1922 (1. und 2. Auflage).
- Von Kämpfen und Siegen. Erzählung für Erstkommunikanten, Einsiedeln 1922 (2. Auflage 1923).
- Am Meere und andere Erzählungen. Elberfeld (1926).
- Von Sehnsucht und Heimat – Stimmungsbilder aus der Emsniederung. Leer o. J.
- Mutter und ich. Innsbruck o. J.